# Schizopygopsis thermalis
Schizopygopsis thermalis és una espècie de peix cipriniforme de la família dels ciprínids que es troba al Tibet.